# Tertulijan
Tertulijan (latinsko: Quintus Septimius Florens Tertullianus) je bil krščanski filozof, teolog in cerkveni oče, *  okoli 160 Kartagina, (Numidija, Rimsko cesarstvo) †  okoli 225 Kartagina, (Numidija, Severna Afrika, Rimsko cesarstvo)

## Življenjepis
Tertulijan - Kvint Septimij Florens Tertulijan (latinsko: Quintus Septimius Florens Tertullianus), se je rodil v Kartagini okrog leta 160. Njegov oče je bil centurion in je kot vojak imel zadosti dohodkov, da je nadarjenemu sinu omogočil najodličnejše šole najprej v domači Afriki, potem v središču cesarstva, poganstva in krščanstva, v Rimu. Svojo viharno mladost je zaključil s spreobrnjenjem v krščanstvo okrog 197 in se vrnil v Kartagino. Hieronim poroča, da je bil Tertulijan duhovnik. 
Kot živahen in nevaren polemik ter baročni in ognjevit pisatelj je množil svoja borbena dela proti krivovercem, Judom in Markionu; ko je prestopil k montanistom, pa je začel napadati z istim fanatizmom samo krščanstvo. 
Tertulijan se je v svojih spisih ukvarjal s tremi poglavitnimi vprašanji: z odnosom krščanstva do rimske države in družbe, z obrambo pravega nauka pred krivo vero in z moralnim vedenjem kristjanov. Spričo svojih strogih moralnih nazorov se je pridružil montanistom, ki za tri pregrehe - odpad od vere, umor in prešuštvo - niso dopuščali ponovne sprave s Cerkvijo niti v smrtni uri ne. 
Tertulijan je pisal v duhovitem in sočnem jeziku, ki se je odlikoval po presenetljivih stavčnih zasukih in je skoval pri prevajanju iz grščine v latinščino skoraj tisoč novih besed, ki so obogatile krščansko teologijo za daljno prihodnost. Čeprav se je kot prvi cerkveni oče posvetil pisanju v latinščini, je bil popolnoma doma tudi v grščini. 
Pogum krščanskih mučencev, njihova bratska skupnost ter odgovori na najvažnejša življenjska vprašanja, ki jih je krščanstvo v nasprotju s poganstvom ponujalo, so ga nagnili, da se je iz poganstva spreobrnil v krščanstvo. On je v obrambi krščanstva med drugim zapisal, da »je kri mučencev seme novih kristjanov«. S tem je hotel poudariti, da so pogromi poganske države zoper kristjane ne samo krivični, ampak tudi brezuspešni in da bodo doživeli svoj končni polom. 
Pomembno je tudi Tertulijanovo poročanje, da je apostol Peter bival, deloval in umrl v Rimu. Zato je v svojem katoliškem obdobju povzdigoval Rimsko Cerkev nad vse druge.

## Dela
Njegova dela bi lahko razdelili v tri skupine: 

### Apologetični spisi
- Apologeticum  (Zagovor)
- Ad nationes (Poganom)
- Adversus Iudaeos (Proti Judom)
- De testimonio animae (Pričevanje duše)
- Ad Scapulam (Skapulu)

### Dogmatično - polemični spisi
- De praescriptione haereticorum (Predpostopek proti heretikom)
- Adversus Hermogenem (Proti Hermogenu)
- Adversus Marcionem (Proti Markionu)
- De baptismo (Krst)
- De anima (Duša)
- Adversus Praxeam (Proti Prakseju)
- De carne Christi (O Kristusovem telesu)

### Praktično – asketični spisi
- Ad martyres (Mučencem)
- De corona (Venec)
- De fuga in persecutione (Beg pred preganjanjem)
- De spectaculis (Prireditve)
- De idolatria (Malikovalstvo)
- De oratione (Molitev)
- De patientia (Potrpežljivost)
- De cultu feminarum (Žensko lepotičenje)
- Ad uxorem (Ženi)
- De exhortatione castitatis (Spodbuda k čistosti)
- De paenitentia (Pokora)
- De pudicitia (Sramežljivost)

Tertulijanova največja mojstrovina je Zagovor, kjer  brani krščanstvo pred obrekovanjem in zahteva versko strpnost. V svojem najdaljšem delu, Proti Markionu, je zagovarjal rabo Stare zaveze v krščanski Cerkvi in enotnost Boga, ki je hkrati Stvarnik in Zveličar. V delu Proti Prakseju je Tertulijan razvil nauk o Sveti Trojici.
Tertulijan je obravnaval tudi številna druga vprašanja. Njegovo delo O duši je prvi krščanski psihološki spis. O krstu je najstarejše ohranjeno delo o krstu; v njem Tertulijan opisuje pripravo katehumenov na krst in dolžnosti, ki izvirajo iz krsta; obenem pa kritizira krščevanje otrok. V drugih knjigah je pozival k strogosti glede cerkvene discipline, posta in ponovne poroke, ki jo enači z nečistovanjem; nasprotoval pa je tudi begu pred preganjanjem. V Ženskem lepotičenju kara tovrstne razvade, v Vstajenju mesa pa pokaže smiselnost in pomen vere v Kristusovo vstajenje in prihodnje življenje. 
Tertulijan je odločno nasprotoval Origenovi apokatastazi.

### TertulijanovUvodvPričevanje duše
Zagovorom krščanstva, ki se sklicujejo na pričevanje poganskih modrijanov, pesnikov in pisateljev, pogani ne verjamejo. Zategadelj bo pisatelj navedel novo pričevanje. To pričevanje je bolj znano od sleherne knjige, bolj življenjsko od slehernega nauka, bolj razširjeno od sleherne objave, namreč pričevanje preproste človeške duše. 
Z vzkliki, ki ji prihajajo kar sami od sebe, duša izpričuje: 
- a) bivanje enega Boga, njegovo dobrotljivost in pravičnost;
- b) bivanje hudobnih duhov;
- c) življenje duše po smrti.

To pričevanje je glas narave in njenega stvarnika, Boga; duša tega spoznanja ni zajela iz knjig, če pa iz knjig, gotovo ne iz svetnih, ampak iz Svetega pisma. Poslušaj torej, človek, glas narave, božji glas! 

### Tertulijanova mariologija
Veliki učenjak Tertulijan slavi zelo bistroumno in krepko Marijino materinsko čast, kakor tudi njeno vedno devištvo; Marijino Božje materinstvo imenuje „steber zveličanja" ter „podlago našega prerojenja".

## Tertulijan in montanizem
Nekateri patrologi delijo Tertulijanova dela na čas krščanstva in na čas montanizma. Čeprav je njegova formalna pripadnost montanističnemu gibanju lahko sporna, iz njegovih del veje montanistični duh in vedno hujši rigorizem glede sprave velikih grešnikov s Cerkvijo. S tem pa ni rečeno, da je zavrgel vse krščansko učenje. V delu Proti Prakseju, kjer zavrača katoliško velikodušnost glede sprejemanja sporkornikov, pa obenem čisto v katoliškem duhu obravnava tudi nauk o Sveti Trojici.
Učeni in domišljavi Tertulijan je povzročal Zefirinu velike neprilike; kakor je prej veliko koristil krščanstvu kot apologet proti poganstvu, mu je zdaj še več škodoval, ko je okrog 204 prestopil na stran strogega montanizma. Celo papeža je nagovarjal, naj montaniste sprejme nazaj v krilo Cerkve. Ko je le-ta njihov nauk obsodil prek pisanja duhovnika Prakseja (Praxeas), se je Tertulijan odzval z norčevanjem. Napisal je polemičen spis Adversus Praxeam (Proti Prakseju); papežu je očital, da je nevednež in da se ne spozna na verski nauk.
Tertulijan je zaradi njegovega prizanesljivega ravnanja s padlimi in spokorjenimi ostro napadel tudi blagega papeža Kalista v spisu O sramežljivosti.

## Smrt in ocena
Umrl je v  Kartagini okrog leta 225.

### Spominski dan
26. aprila po Evangeličanskem imenskem koledarju.

### Ocena
- Tertulijan je bil prvi pomembnejši avtor, ki je pisal v latinščini. Bil je potemtakem prvi, ki je uporabljal mnoge strokovne izraze, ki so bili značilni za kasnejše krščanske teološke debate. [13]
- Avguštin  ni nikoli prikrival občudovanja do njega, ki ga imenuje »moj učitelj«.[14]
- Datum njegove smrti postavljajo razni viri med čas od 220 do 240.
- Nekateri patrologi menijo, da je Tertulijan le simpatiziral z montanisti, ni se jim pa pridružil, ampak je ostal zvest katoliški Cerkvi kljub napadom nanjo. Drugi menijo, da je sicer postal član montanističnega gibanja, ki je - podobno kot danes binkoštniki - pričakovalo izlitje Svetega Duha (Parakleta). Ko se pa to ni zgodilo, je utemeljil svojo lastno smer: tertulijanizem ali tertulijanstvo.
- Don Bosko tudi meni, da je Origen ostal zvest Cerkvi, Tertulijan pa ne. Takole piše o tem v svoji Cerkveni zgodovini:

Ali nam lahko kaj poveste o Origenu in Tertulijanu? Ta dva slavna pisatelja, ki sta iz antične dobe najdragocenejša  ne le po moči zgovornosti, ampak tudi po ostrini in jasnosti mišljenja, sta sčasoma zapadla v zmoto; vendar za Origena nekateri sklepajo, da so mu zmote, ki se nahajajo v njegovih knjigah, podtaknjene. To potrjuje tudi njegova odločnost, ki jo je kazal do konca življenja, da hoče umreti v naročju svete Cerkve.
Podobne sodbe pa si ne moremo ustvariti za Tertulijana, ki je zaradi svojih muh zapustil pravo vero, se oklenil Montanove herezije in umrl kot heretik, ne da bi pokazal kako znamenje kesanja in upanja na zveličanje. Tako je on, ki je tolikerim pokazal pot zveličanja, končal s tem, da je šel po poti pogubljenja.

### Tertulijanov vpliv
Nanj je vplival Platon in stoiki. On pa je vplival na poznejše cerkvene očete, zlasti na Ciprijana in Avguština, ki sta delovala na področju današnje Alžirije  in Tunizije, kakor tudi na celotno zahodno teologijo, ki jo je takrat zastopal, tudi s Tertulijanovimi izrazi, Leon Veliki  v svojem Tomus Leonis na Kalcedonskem koncilu. 
Marsikatere njegove opredelitve je sprejela krščanska teologija; nekatere celo po njegovem begu med montaniste, kjer je pričakoval skupaj z njimi izliv Svetega Duha - Tolažnika (Parakleta); ko nestrpni raziskovalec ni dočakal izlitja, je ustvaril svoje lastno gibanje, tertulijance.